# Бивер-Крик (Юкон)
Бивер-Крик (англ. Beaver Creek) — поселение в канадской территории Юкон, расположенное на исторической миле 1202 Аляскинской трассы, к юго-востоку от аэропорта Бивер-Крик и вблизи пограничного перехода Алкан — Бивер-Крик. Это самый западный посёлок Канады. Экономически активное население представлено сотрудниками порта Канадского агентства пограничной службы, индейцами племени уайт-ривер и работниками туристических учреждений.
Согласно переписи 2011 года население Бивер-Крик составляло 103 человека, что на 8 % меньше, чем по переписи 2006 года. Это родина индейского племени уайт-ривер, которое состоит из людей, говорящих на верхне-тананском языке, чья традиционная территория простирается от реки Донджек до соседней Аляски, и земель атапаскских северных татчонов, чьи традиционные территории включали низовья реки Стюарт и район к югу от реки Юкон на стоках рек Уайт и Донджек. В дополнение к Аляскинской трассе, посёлок обслуживается аэропортом Бивер-Крик.
Станция Канадского агентства пограничной службы расположена дальше любого другого канадского таможенного поста и находится далеко от границы. До 1990-х годов на нейтральной территории между границей и таможней жили люди. До 1983 года таможенный пост располагался в центре посёлка, что вело к путанице: люди проезжали мимо, не останавливаясь, также не узнавались местные жители с новым транспортным средством.

## Климат
Как и большая часть Юкона, Бивер-Крик расположен в зоне с субарктическим климатом по классификации климатов Кёппена и в зоне морозостойкости NRC 0a.. Посёлок расположен на высоте около 650 м (2130 футов). В Бивер-Крик среднегодовые дневные максимумы температуры 20 °C (68 °F) в июле и среднесуточные минимумы −30 °C (-22 °F) в январе.. Рекордно температура составила 32,8 °C (91,0 °F) 15 июня 1969 года, а самая низкая −55,0 °C (-67,0 °F) 17 января 1971 года. В Бивер-Крике среднегодовой снегопад составляет 117,9 см (46,42 дюйма) и 298,6 мм (11,76 дюйма) других осадков.
3 февраля 1947 года на взлётно-посадочной полосе в Снаге, в 25 км (16 миль) к востоку от Бивер-Крика, наблюдалась самая низкая температура, когда-либо измеренная в Северной Америке (за исключением Гренландии), −63,0 °C (-81,4 °F).
| Показатель                                                      | Янв.  | Фев.  | Март  | Апр. | Май   | Июнь | Июль  | Авг. | Сен. | Окт.  | Нояб. | Дек.  | Год   |
| --------------------------------------------------------------- | ----- | ----- | ----- | ---- | ----- | ---- | ----- | ---- | ---- | ----- | ----- | ----- | ----- |
| Абсолютный максимум, °C                                         | 4,0   | 7,0   | 10,0  | 22,0 | 29,0  | 32,8 | 31,5  | 31,1 | 26,5 | 20,5  | 7,8   | 14,0  | 32,8  |
| Средний суточный максимум, °C                                   | −20,4 | −13,1 | −3,5  | 6,2  | 13,4  | 19,1 | 20,3  | 17,9 | 10,9 | −0,9  | −14,2 | −19   | 1,4   |
| Средняя температура, °C                                         | −25,2 | −19,9 | −12,3 | −1,3 | 6,6   | 12,4 | 14,1  | 11,3 | 4,6  | −6,2  | −19   | −23,6 | −4,9  |
| Средний суточный минимум, °C                                    | −30   | −26,7 | −21,1 | −8,7 | −0,2  | 5,6  | 7,8   | 4,7  | −1,7 | −11,5 | −23,9 | −28,3 | −11,2 |
| Абсолютный минимум, °C                                          | −55   | −52   | −48   | −35  | −13,5 | −7   | −2    | −6,7 | −26  | −37,2 | −46,5 | −52,8 | −55   |
| Норма осадков, мм                                               | 13,9  | 13,9  | 12,9  | 8,8  | 39,7  | 72   | 101,3 | 57,1 | 36,9 | 28,1  | 19,2  | 13,6  | 417,3 |
| Источник: Environment Canada Canadian Climate Normals 1981–2010 |       |       |       |      |       |      |       |      |      |       |       |       |       |